# Río Ruhuhu
El río Ruhuhu es una corriente fluvial de Tanzania, en la región de Ruvuma, que tiene 160 km de longitud y un desnivel de unos 450 m entre los 925 m de su nacimiento y los 475 m de su desembocadura en el lago Malawi. Se le conoce localmente como Lugubu, Lohobu, Rohuhu, Ruhuhu, Lohobu y Lugubu.
Nace en las cercanías de Mahanje y recibe las aguas de las tierras altas de Tanzania, especialmente de las montañas Kipengere, de las que marca su límite meridional. Su desembocadura se encuentra en las coordenadas 10° 31′ S y 34° 34′ E, en el centro este del lago Malawi.
La cuenca del Ruhuhu se caracteriza por la escasez de población, con vertientes empinadas y vegetación original mezclada con la agricultura y la deforestación en las zonas bajas. Este río es el principal tributario al lago Malawi, en torno a un 20% del total de las aportaciones.